# Думітру Мазілу
Думітру Мазілу (рум. Dumitru Mazilu; 24 червня 1934, Бакеу) — румунський політик, юрист і дипломат. При режимі Чаушеску — викладач права в системі партійного навчання і держбезпеки, потім функціонер МЗС, представник СРР в установах ООН. В останні роки диктатури — дисидент-правозахисник. Один з лідерів Румунської революції 1989 року.

## Юрист держбезпеки
Закінчив сільськогосподарський технікум. Декілька місяців навчався в училищі «Секурітате», отримав звання старшого лейтенанта держбезпеки. У 1959 році закінчив юридичний факультет Бухарестського університету. Захистив докторську дисертацію в університеті Клуж-Напока. Викладав право в партійній Академії політичних і соціальних наук і міжнародне право в училищі держбезпеки. Отримав звання полковника. У 1965—1966 — директор училища «Секурітате» в Банеасе.
У перші роки правління Ніколає Чаушеску — 1965—1968 — Думітру Мазілу був головою комісії з розслідування зловживань, вчинених при Георге Георгіу-Деже (румунський аналог десталінізації). У 1970—1974 — науковий керівник бухарестського Інституту політичних наук. З 1974 — професор американських університетів — Колумбійського, Гарвардського, Берклі.

## Дипломат-дисидент
У 1975—1986 — юридичний радник МЗС СРР. Думітру Мазілу представляв режим Чаушеску у міжнародних організаціях, в установах ООН, на міжнародних форумах. Зокрема, він активно брав участь у конференціях з морського права і в комісії ООН з недопущення дискримінації і захисту меншин. Мазілу був спеціальним доповідачем ООН з прав людини проблем молоді.
У 1986 році Думітру Мазілу написав критичну доповідь про становище з правами людини в Румунії. Результатом стала заборона на виїзд за межі СРР. У 1986—1989 перебував під домашнім арештом. У травні 1987 уряд Румунії направив в ООН лист з неправдивою інформацією про серцеву хворобу Мазілу.
Сам Думітру Мазілу написав генеральному секретарю ООН Хав'єру Пересу де Куэдьяру лист, в якому виклав реальну ситуацію. Він зумів таємно переправити свою доповідь в ООН. Положення в СРР характеризувалася як «голод, холод і страх».
У серпні 1989 занепокоєння за долю Думітру Мазілу висловила впливова паризька Le Monde. У вересні того ж року британські, американські, голландські і канадські дипломати в Бухаресті спробували відвідати Мазілу, але не були допущені держбезпекою. Ситуація навколо румунського дипломата отримала широкий резонанс на Заході, запит надійшов в Міжнародний суд ООН. Було видано заклик до румунським властям звільнити Мазілу.

## Революційний лідер

### Промова 22 грудня
21 грудня 1989 року в Бухаресті спалахнуло повстання проти режиму Чаушеску. Вночі Думітру Мазілу порушив режим домашнього арешту і разом з дружиною і сином вийшов на вулиці. Він був відразу затриманий і доставлений у в'язницю (є інформація про те, що при затриманні Мазілу чинив фізичний опір). Але вже 22 грудня 1989 режим упав і Мазілу був звільнений.
У той же день Думітру Мазілу прорвався в будівлю телецентру, контрольовану повстанцями, і виступив перед народом з захоплюючою промовою. Саме Мазілу першим оголосив про антикомуністичний (а не тільки «античаушистський») характер Румунської революції. Він же запропонував надалі називати СРР — Румунією і підняти національний прапор без комуністичного герба. Промова Мазілу закінчилася словами Așa să ne ajute Dumnezeu! («Хай допоможе нам Бог!») — які не допускалися  в Румунії публічно протягом 45 років.
Своєю промовою Думітру Мазілу знайшов величезну популярність в країні. Його виступ 22 грудня порівнювалося з деклараціями Французької та Американської революцій XVIII століття.

### Програма революції
Мазілу розробив революційну програму, що включала такі основні тези:
- демократичний плюралізм, відмову від партократичного принципу «керівної ролі»
- швидке проведення вільних виборів
- обмеження термінів перебування на державних посадах
- усунення адміністративно-бюрократичного контролю над економікою, розвиток підприємництва
- передача землі у приватну власність селянам
- відмова від ідеологічних догматів в культурі та освіті
- свобода інформації, демонополізація ЗМІ
- гарантії прав національних меншин
- переорієнтація зовнішньої торгівлі на забезпечення потреб населення
- жорсткий контроль над розпорядженням природними ресурсами
- зовнішня політика миру і добросусідства

Програма Думітру Мазілу носила загальнодемократичний характер, розрахований на суспільний консенсус. Деякі її елементи — права національних меншин, нові принципи зовнішньоекономічних зв'язків, мирна зовнішня політика — відображали румунську специфіку 1980-х (режим Чаушеску гнобив угорське населення, проводив політику масованого експорту при обмеженні масового споживання, конфліктував з ВНР).
Автором програмних текстів, з якими виступав Іон Ілієску, що сприймався в якості головного революційного лідера, в основному був Думітру Мазілу. 26 грудня 1989 року Мазілу увійшов в керівну Раду Фронту національного порятунку.
В якості лідерів революції суспільством сприймалися Іон Ілієску, Думітру Мазілу, Петре Роман, Миколу Милитару, Сілвіу Брукан, Серджіу Ніколаеску. Всі вони в різний час належали до політичної (Ілієску, Мазілу, Брукан), військової (Милитару), науково-технічної (Роман), гуманітарно-творчої (Ніколаєску) еліти СРР.

## Зіткнення з Ілієску

### Січневий шанс Мазілу
12 січня 1990 року було оголошено днем національної жалоби за героям революції. Жалобні заходи в Бухаресті переросли в масовий виступ проти нового уряду Ілієску. Керівництво ФНВ звинувачувалося в «неокомунізмі». Лідерам ФНС, починаючи з Ілієску, пред'являлося членство в РКП (причому не в рядовій якості) і служба режиму Чаушеску.
Десятки тисяч людей вимагали заборони РКП і страти її керівників. Виникла реальна загроза повторного кровопролиття. Думітру Мазілу знову проявив політичну хватку і ораторський хист. Піднявшись на танк, він проголосив: «Геть комунізм! Смерть за смерть!» Тим самим він остаточно перетворився в найпопулярнішого політика Румунії і взяв ситуацію під контроль. Негайно був виданий указ про заборону РКП.

### Контрхід Ілієску
У перший післяреволюційний місяць Думітру Мазілу був єдиним серйозним конкурентом Іона Ілієску в боротьбі за вищу владу в країні. 12 січня на хвилі популярності він мав шанс перекинути Ілієску і зайняти його місце.
Однак Ілієску організував масову кампанію «чорного піару». Серія публікацій в популярній газеті România Libera (в той час видавалася більш ніж мільйонним тиражем) розкрила двозначні моменти політичної біографії Мазілу. Акцент робився на його викладацьку службу в «Секурітате» і порівняно м'яке поводження з ним в період опали. Двотижневий інформаційний тиск подіяв — Мазілу виявився дискредитованим. 26 січня 1990 року він вийшов з Ради ФНС, звинувативши Ілієску у використанні сталіністсько-комуністичних методів. Результат протиборства між Мазілу і Ілієску привів до оцінки Мазілу як «головного невдахи революції».
На початку 1991 року Думітру Мазілу видав книгу Revoluția furată. Memoriu pentru țara mea — Вкрадена революція. На пам'ять для моєї країни. Він звинуватив Іона Ілієску в присвоєнні плодів революції для встановлення режиму особистої влади. Мазілу викривав політику Ілієску на міжнародних конференціях.

## Революційна пам'ять
У 1990 році Думітру Мазілу був обраний президентом Румунського інституту прав людини. У 1993—1997 займав ряд дипломатичних постів — був послом на Філіппінах, представником Румунії в ОБСЄ, віце-головою комісії ООН з мирного використання космічного простору, з промислового розвитку, з міжнародної торгівлі, очолював робочу групу МАГАТЕ. У 2003 році висувався на Нобелівську премію миру.
Думітру Мазілу — член Міжнародної дипломатичної академії, професор декількох університетів Бухареста (у тому числі Поліцейської академії) і Морського університету Констанци. Має ряд румунських та іноземних почесних нагород і премій. Автор численних творів з дипломатії, міжнародного права, гуманітарної проблематики.
У грудні 2004 року — 15-річчя революції — відбулося символічне примирення Думітру Мазілу з Іоном Ілієску. Думітру Мазілу був введений до складу керівництва Інституту румунської революції грудня 1989. Ця установа займається вивченням і дослідженням румунського революційного процесу.
В листопаді 2013 року Думітру Мазілу був опитаний у Генеральній прокуратурі в порядку додаткового розслідування подій 1989 року. «Ми сподіваємося дізнатися правду», — прокоментував він.